# Новотроицкое (Дальнереченский район)
В Анучинском районе Приморья тоже есть село Новотроицкое
Новотро́ицкое — село в Дальнереченском районе Приморского края, входит в состав Веденкинского сельского поселения.

## География
Село Новотроицкое находится к юго-востоку от Дальнереченска, на левом берегу реки Малиновка.
Село стоит на автодороге Дальнереченск — Ариадное — Кокшаровка между сёлами Стретенка и Междуречье. Расстояние до районного центра около 34 км.

## Население
| 1915 | 2002 | 2010 |
| ---- | ---- | ---- |
| 589  | ↘212 | ↘148 |

## Улицы
| - ул. Воронцова, - ул. Гаевского, - ул. Ермоленко, - ул. Заречная, | - ул. Ковальчука, - ул. Партизанская, - ул. Пионерская, - ул. Садовая. |

## Экономика
Жители занимаются сельским хозяйством.